# 뉴 슈퍼 마리오브라더스 U 디럭스
《뉴 슈퍼 마리오브라더스 U 디럭스》(영어: New Super Mario Bros. U Deluxe)는 2019년 1월 30일에 발매한 닌텐도의 비디오 게임으로, Wii U로 발매된 뉴 슈퍼 마리오브라더스 U와 뉴 슈퍼 루이지 U의 합본이다.
새로운 플레이어 캐릭터로 ‘키노피코’가 등장하며, 뉴 슈퍼 루이지 U에서만 사용 가능하던 ‘톳텐’을 뉴 슈퍼 마리오브라더스 U에서도 사용할 수 있다. 또한 원작에는 없었던 ‘슈퍼크라운’이라는 아이템이 추가되었는데, 키노피코만 사용할 수 있으며 키노피코의 외형을 피치 공주와 유사한 ‘키노피치’로 바꾸어 2단 점프나 공중부양 점프를 가능하게 해 준다.

## 슈퍼 크라운으로 탄생한 호기심
아이템 슈퍼크라운이 등장하여 키노피코를 키노피치로 바꿔주자 어느 한 사람이 '쿠파가 슈퍼 크라운을 얻으면 어떻게 될까'라고 온라인에 글을 올렸는데 그때부터 쿠파의 미녀버전인 '쿠파공주'(영어:Bowsette)라고하는 밈이 탄생해 다양한 창작과 선풍적인 인기를 끌었다. 킹부끄도 있다. 슈퍼 크라운을 먹으면 킹부끄가 아니라 퀸부끄로 변한다고 했다.